# Enciclopedia Moderna de Mellado
Enciclopedia Moderna de Mellado (с исп. — «Современная энциклопедия Мелладо»), полное название исп. Enciclopedia moderna. Diccionario universal de literatura, ciencias, artes, agricultura, industria y comercio («Современная энциклопедия. Универсальный словарь по литературе, наукам, искусствам, сельскому хозяйству, промышленности и торговле») — первая в истории Испании универсальная энциклопедия. Издана на испанском языке в 1851—1855 годах под редакцией испанского учёного, издателя и публициста Франсиско де Паула Мелладо. С 1853 года было начато её переиздание в Париже. В 1860-е годы к энциклопедии стали выходить дополнения.
По имени издателя также может называться сокращённо «Энциклопедия Мелладо» (исп. Enciclopedia Moderna de Mellado). За основу словника была взята выпускавшаяся во Франции наследниками издателя Фирмена Дидо энциклопедия с аналогичным названием (фр. Encyclopédie moderne: dictionnarie abrége des sciences, des lettres, des arts, de l’industrie, de l’agriculture et du comerce). Таким образом, энциклопедия Мелладо является адаптацией энциклопедии Дидо.
Включает в себя 34 тома текста, 3 тома атласов и 9 томов приложений. За исключением введения (подписано "Francisco Fernández Villabrille"), статьи не имеют подписей авторов.

## История энциклопедии
«Современная энциклопедия» — крупнейшее в Испании середины XIX века научно-познавательное издание из числа тех, которые выпускал Франсиско де Паула Мелладо. Перечень названий и годов издания некоторых из них позволяет представить масштаб сопутствующей энциклопедически-изыскательской работы, итоги которой сфокусировались в его крупнейшем детище — «Современной энциклопедии»:
- la Revista Enciclopédica («Энциклопедический журнал», 1846);
- Museo de las Familias («Музей родов», 1843—1847 и 1865—1867);
- la Revista Histórica («Исторический журнал», 1851);
- El Universo Pintoresco («Вселенная художеств», 1852—1853);
- Álbum Pintoresco («Альбом художеств», 1852—1853);
- El Ómnibus («Всеобщее», 1857), периодическое библиографическое издание;
- La Crónica («Хроника», 1844—1845);
- Revista Española de Ambos Mundos («Испанский журнал двух миров», Париж, 1853—1855).

## Редакционная коллегия[7][8]
- Артсенбуч, Хуан Эухенио (драматургия);
- Очоа, Эухенио (история испанской литературы);
- Бретон де лос Эррерос, Мануэль (история риторики);
- Ramón Mesonero Romanos (Мадрид; история и современность);
- Tomás Rodríguez Rubi (критика);
- Мадрасо, Педро де (изящные искусства);
- Баральт, Рафаэль Мария (филология);
- Де ла Вега, Вентура (поэзия и испанские поэты);
- Лафуэнте, Модесто (история Испании);
- Antonio Flores (обычаи Испании);
- José María Antequera (законодательство, хозяйственное и административное право);
- Pedro Felipe Monlau (медицина, хирургия и фармацевтика);
- Facundo Goñy (социализм);
- El Conde de Fabraquer (история христианства);
- Jorge Pérez Lasso de la Vega (море и ботаника);
- Augusto de Burgos (сельское хозяйство);
- Francisco Pareja de Alarcón (религия и мораль);
- Francisco Fernández Villabrille (образование и обучение);
- Alfredo Alfonso Camus (классическая литература);
- Basilio Sebastián Castellanos (геральдика и нумизматика);
- Joaquín Pérez Comoto («всеобщая история и география»; в современном понимании — геополитика);
- Robustiano Pérez de Santiago (естественные науки);
- Alejandro Magariños Cervantes (государства Америки);
- Antonio Ferrer del Río (Кастилья и её население);
- Antonio Pirala (история последней гражданской войны);
- Emilio Bravo (Фернандо-По и Аннобон);
- Joaquín Espín y Guillén (музыка);
- Ubaldo Pasarón y Lastra (военные искусства) и др.

В числе авторов входили José Canalejas Casas, Julián Calleja Sánchez, Камачо де Алькорта, Хуан Франсиско (финансы и политика), José Clairac y Blasco, Rafael Conde y Luque, Melchor García и пр.
Вместе со следующим энциклопедическим проектом Испании, Diccionario Enciclopédico Hispano-Americano («Энциклопедический испаноамериканский словарь»; 1887—1899) издание Мелладо стало одним из двух предшественников масштабного проекта XX века — «Энциклопедии Эспаса», одной из крупнейших энциклопедий мира.

## Значение
Некоторые статьи энциклопедии Меллада из области фундаментальных знаний до сих пор сохранили актуальность, и их используют в качестве первоисточников современные электронные энциклопедии, например, статья по римскому гражданскому праву (Corpus iuris civilis), ссылающаяся на статью в 11-м томе.